# Theodoor Gerard Schill
Theodoor Gerard Schill  (Den Haag, 1852 – Huis ter Heide, 15 oktober 1914) was een Nederlands architect.

## Beknopte biografie
Schill begon zijn bouwkundige carrière met een studie tot civiel ingenieur en bouwkundig ingenieur aan de Polytechnische School te Delft. Nadat hij zijn studie had afgerond, was hij enige tijd werkzaam op een architectenbureau in Wenen. In de jaren 70 van de negentiende eeuw zette hij vervolgens, samen met D.H. Haverkamp, een architectenbureau op in de Amsterdamse Jan Luykenstraat (nummer 20). Hij had Haverkamp leren kennen toen hij tijdens de bouw van het Rijksmuseum op het bureau van Pierre Cuypers werkzaam was.

## Enkele werken (samen met Haverkamp)
- 1872: De Groote Club op de Dam in Amsterdam
- 1884-1885: Gebouw van de Maatschappij tot Bevordering der Bouwkunst, Marnixstraat 402, Amsterdam
- 1889: Kalverstraat 3-5, Amsterdam (visrestaurant)
- 1890-1891: Verzekeringsgebouw 'Kosmos', Koningsplein 1, Amsterdam
- 1912: Villa, Museumplein 19, Amsterdam